# Шахта імені Святої Матрони Московської
Шахта імені Святої Матрони Московської (раніше шахта № 12, до 05 липня 2012 року шахта «Новодзержинська») — вугледобувне підприємство (місто Торецьк Донецької області, Україна). Раніше входила в ДП «Дзержинськвугілля». З квітня 2010 року — структурний підрозділ Науково-виробничого об'єднання «Механік». Повна назва: ТДВ "ОП «Шахта імені Святої Матрони Московської».

## Характеристика
Фактичний видобуток 948/334 т/добу (1990/1999). У 2003 р видобуто 83,2 тис.т. Максимальна глибина робіт 530 м (1990—1999). Протяжність підземних виробок 52,4/21,7 км (1990/1999). Шахта у 1994—1997 рр. відпрацьовувала пласти m3, mв
7, l5, у 1999 — тільки l5 потужністю 0,95 м з кутом падіння пластів 27-35°.
Всі пласти небезпечні за вибухом вугільного пилу. Пласт l5 небезпечний з раптових викидів вугілля і газу. Кількість діючих очисних вибоїв 11/4, підготовчих 25/6 (1990/1999).
Кількість працюючих: 2627/1152/994 осіб, з них підземних 1700/799 осіб (1990/1999/2003).
Адреса: 85201, вул. Фестивальна, 1, Торецьк, Донецької область.

## Персоналії
- Сергій Олександрович Шемук — наймолодший заслужений шахтар України, Герой України. 9 серпня 2010 року за зміну нарубив 170 тон вугілля, перевершивши рекорд Олексія Стаханова 1935 року на 72 тони[2][3].
- Сліпцов Володимир Микитович — міський голова міста Дзержинська, починав трудову діяльність підземним машиністом електровоза.